# 高嶋ひでたけのお早よう!中年探偵団
高嶋ひでたけのお早よう!中年探偵団（たかしまひでたけのおはよう!ちゅうねんたんていだん。過去のタイムテーブルでは「お早う」とも）は、元ニッポン放送アナウンサーの高嶋ひでたけがパーソナリティを務めた、19年間続いた朝の名物情報番組。通称：「中探（ちゅうたん）」　『高田文夫のラジオビバリー昼ズ』・『鶴光の噂のゴールデンアワー』と並ぶ、ニッポン放送の看板番組であった。
なお、マイクネーム変更前の1998年までは『高島ひでたけのお早よう!中年探偵団』と表記されていた。

## 番組概要
1985年4月8日に放送開始。当時は7時 - 9時の放送であった。それまでは月〜金曜8時 - 9時の枠で「高島ひでたけの今日も快調!朝8時」を担当していたが、当時月 - 金曜7時 - 8時に放送されていた「山谷親平のお早ようニッポン」のパーソナリティ山谷親平が亡くなったことに伴い、放送時間を7時 - 9時に再編してスタートした。その後2度の放送時間変更やコーナー・コメンテーターの入替を繰り返しながら、放送開始から19年（前身の「今日も快調!朝8時」を含めると23年）となる2004年3月19日に放送を終了した。1時間以上のワイド番組は「大入りダイヤルまだ宵の口」以来。
なお、高嶋は番組放送中の1990年に同局を退社し、フリーアナウンサーとなっている。

また、前述通り、1999年にマイクネームを「高島ひでたけ」から「高嶋ひでたけ」へと変えている。
終了の理由としては当時、高嶋が「早朝型の生活で体力的な限界を感じ、もう出来ない」と、勇退したことによる。同番組終了後は、毎週木曜のコメンテーターであった経済評論家の森永卓郎がパーソナリティの「森永卓郎の朝はモリタク!もりだくSUN」→「森永卓郎 朝はニッポン一番ノリ!」→「森永卓郎と垣花正の朝はニッポン一番ノリ!」に一部コーナーと共に引き継がれたが、番組は3年半で終了。
2007年10月からは国会担当記者や「出たとこ新聞」のコーナー担当として出演経験のある上柳昌彦(ニッポン放送アナウンサー(当時))がパーソナリティの「上柳昌彦のお早うGoodDay!」がスタートした。なお同番組には、当番組の3代目アシスタントを務めた石川みゆきが月・水・金曜担当のアシスタントとして出演、8年ぶりにこの時間帯に返り咲いたが、この番組も中探、前番組の歴史を遥かに下回る2年9ヶ月で終了した（もっとも、「早起きGoodDay!」と共に好評ではあったと言われているが、大型改編期を待たずに終了したのは、ニッポン放送が新社長を迎えるにあたってマイナーチェンジを図ったため）。
また、高嶋は当番組の5代目アシスタントを務めた冨田憲子（ニッポン放送アナウンサー(当時)）とともに「笑顔満開!ひでたけ・のりこの大吉ラジオ」を担当。
その後「笑顔満開!ひでたけ・よしこの大吉ラジオ」（2005年10月 - 2006年3月)を担当し、
2006年4月からは当番組の4代目アシスタントを務めた小口絵理子とともに「高嶋ひでたけの特ダネラジオ 夕焼けホットライン」（月 - 金曜15時30分 - 17時25分）を担当。同番組は2010年6月25日をもって終了した。
そして2010年6月28日より新番組「高嶋ひでたけのあさラジ!」（5時 - 8時）がスタートし、当番組と直接の関係はないものの、6年3ヶ月ぶりに平日早朝時間帯に返り咲いた。

## 放送時間
| 期間                          | 放送時間                    |
| ----------------------------- | --------------------------- |
| 1985年4月8日 - 1989年3月      | 月曜日 - 金曜日 7:00 - 9:00 |
| 1989年4月 - 1998年3月27日     | 月曜日 - 金曜日 6:30 - 9:00 |
| 1998年3月30日 - 2004年3月19日 | 月曜日 - 金曜日 6:00 - 8:30 |

## アシスタント
- 初代　高橋尚代(1987年10月 - 1988年3月※)
- 2代目　高木まり(1988年4月 - 1989年3月)
- 3代目　石川みゆき(1989年4月 - 1999年3月)
- 4代目　小口絵理子(1999年4月 - 2001年9月)
- 5代目　冨田のりこ(2001年10月 - 2003年10月）
- 6代目　山本かおる(2003年10月 - 2004年3月)

※番組スタートから2年6か月間はアシスタントが存在しなかった。
当初は当時間帯の前番組「山谷親平のお早うニッポン」に倣って、アシスタントは時刻出しとコーナータイトルの読み上げ程度での出演であった。
高嶋とともにスタジオに入ってトークに参加するようになったのは3代目の石川みゆきからである。

## コメンテーター（歴代）
番組として正式にコメンテーターを置くようになったのは、1997年10月のリニューアル以降である。
それ以前は金曜日のみ野末陳平がゲストコメンテーターという形で務めるぐらいであった。
- 弘兼憲史
- 大宅映子
- 住田良能（元産経新聞社長、出演当時は論説委員）
- 須田慎一郎（1997年4月 - 2004年3月、2010年現在の朝番組でも担当中）
- 野末陳平[3]
- 隅井孝雄 (元日本テレビ記者、京都学園大学教授。都知事選出馬のため降板した野末陳平の後任)
- 森永卓郎（2002年1月 - 9月）

他

## レギュラー経験のあるニッポン放送アナウンサー
コーナー担当でレギュラー出演した場合のみ。ニュースデスク担当や記者としての出演経験は除く。
- 上柳昌彦（現・フリー） - 1990年代前半ごろに「出たとこ新聞」を担当。その後も高嶋休暇時のピンチヒッターを担当する事があった。
- 桜庭亮平（後にフジテレビアナウンサー）
- 松本秀夫（現・フリー） -「陳平の一発逆転珍道場」アシスタント役として。高嶋とは共演していない。
- 荘口彰久（現・フリー） - 1990年代末から2000年代初頭に「日産フラッシュジャーナル」にて「わかんないこと探偵団」を担当。
- 垣花正（現・フリー） - 1990年代末から2000年代初頭に「日産フラッシュジャーナル」にて「わかんないこと探偵団」を担当。

他

## 過去のタイムテーブル（7:00 or 6:30スタート時）

### 1985年4月 -
タイムテーブルの大まかな構成は「お早ようニッポン」「今日も快調!朝8時」をそれぞれ引き継いだ。
- 7:00　オープニング、ひでたけのこれはNEWSだ
- 7:07　おでかけ情報
- 7:10　ひでたけの夜討ち朝駆け
- 7:25　一声千両
- 7:30　交通情報・首都高速情報
- 7:33　十朱幸代のいってらっしゃい（NRN系列全国ネット）
- 7:38　フラッシュジャーナル
- 8:00　ひでたけの興味しんしん
- 8:15　ひでたけホットライン
- 8:25　神出鬼没体験記
- 8:35　交通情報
- 8:37　天気予報
- 8:43　陳平の人間交差点
- 8:53　交通情報
- 8:57　エンディング

### 1989年4月 -
- 6:30　オープニング
- 6:40　列島電撃情報局
- 6:45　お出かけ情報
- 6:46　天気予報・各線運行状況
- 6:48　交通情報
- 6:52　産経新聞ニュース

- 7:00　スポーツ今朝のヒーロー
- 7:05　お出かけ情報
- 7:06　天気予報・各線運行状況
- 7:08　交通情報
- 7:10　ひでたけの世直し研究所
- 7:25　石川みゆきのオジさんまるもて新聞
- 7:30　交通情報
- 7:35　十朱幸代のいってらっしゃい
- 7:40　フラッシュジャーナル
- 7:57　交通情報

- 8:00　モーニングダイヤルひでたけの興味しんしん
- 8:15　サニータイム大江戸探検隊
- 8:25　ひでたけの気ままなホットライン
- 8:35　交通情報
- 8:37　天気予報
- 8:45　ひでたけの人間交差点
- 8:55　首都圏ハイウェー情報
- 8:57　エンディング

### 時期不明 - 1997年9月まで
- 6:30　オープニング
- 6:40　産経新聞ニュース
- 6:45　飛び出せ街かど天気予報
- 6:50　モーニングアクティブ　もぎたてスクープ劇場
- 6:56　交通情報
- 7:00　今朝一番!
- 7:10　高嶋ひでたけのお出かけ気にかけニュース塾（お早うネットワーク枠・NRN系列20局ネット・金曜日のみコメンテーターとして野末陳平）
- 7:25　高嶋ひでたけのスポーツ人間模様
- 7:30　産経新聞ニュース
- 7:35　沢口靖子のいってらっしゃい（NRN系列全国ネット）
- 7:40　フラッシュジャーナル
- 7:57　交通情報
- 8:00　ひでたけのお便り日本晴れ
- 8:15　サニータイム大江戸探検隊（月：弘兼憲史、火：木原光知子、水：加来耕三、木：秋山仁、金：矢端正克）
- 8:30　陳平の一発逆転珍道場（野末陳平・松本秀夫アナ）
- 8:40　飛び出せ街かど天気予報
- 8:45　ひでたけの人間交差点
- 8:55　交通情報
- 8:57　エンディング

### 1997年10月 - 1998年3月まで
- 6:30　オープニング・お目覚めの一曲
- 6:40　産経新聞ニュース
- 6:45　飛び出せ街かど天気予報
- 6:50　お出かけモーニング
- 6:56　交通情報
- 7:00　今朝一番!
- 7:10　高嶋ひでたけのお出かけ気にかけニュース塾（お早うネットワーク枠・NRN系列20局ネット）

（月：弘兼憲史、火：大宅映子、水：住田良能、木：須田慎一郎、金：野末陳平）
- 7:25　高嶋ひでたけのスポーツ人間模様
- 7:30　交通情報
- 7:35　沢口靖子のいってらっしゃい（NRN系列全国ネット）
- 7:40　フラッシュジャーナル
- 7:57　交通情報
- 8:00　ひでたけのお便り日本晴れ
- 8:15　サニータイム野末陳平・秋山仁のいつだって前途洋々（月 - 木）（野末陳平・秋山仁）／サニータイム矢端正克のいつだって前途洋々（金）
- 8:30　本日発売週刊誌！この見出しがスゴイんです（常倉十紀二）
- 8:40　飛び出せ街かど天気予報
- 8:45　ひでたけの人間交差点
- 8:55　交通情報
- 8:57　エンディング

## 主なタイムテーブル（6:00スタート時）
- 6:00　オープニング
- 6:05　ニッポン放送ニュース
- 6:08　6時のお便り日本晴れ
- 6:13　天気予報・交通情報
- 6:18　ちょっと言わせて私の気持ち → 心のスケッチブック
- 6:25　交通情報
- 6:30　産経新聞ニュース
- 6:35　中探ネットワーク → 朝刊いいとこ取り
- 6:40　交通情報
- 6:45　飛び出せ街かど天気予報
- 6:50　お出かけモーニング → お早うeメール
- 6:56　交通情報

7時のニュースゾーン
- 7:00　ニッポン放送ニュース
- 7:02　ニュース今朝一番
- 7:08　天気予報・交通情報
- 7:10　高嶋ひでたけのお出かけ気にかけニュース塾 → 高嶋ひでたけのお早うニュース塾（お早うネットワーク枠・NRN系列20局ネット）
- 7:25　高嶋ひでたけのスポーツ人間模様
- 7:35　天気予報・交通情報
- 7:40　ハッピーモーニング・沢口靖子のいってらっしゃい → ハッピーモーニング・黒木瞳のいってらっしゃい（NRN系列全国ネット）
- 7:45　日産フラッシュジャーナル（金曜日は「お笑い川柳塾」）
- 7:55　ニッポン放送ニュース
- 7:57　交通情報
- 8:00　お便り日本晴れ・インフォメーション
- 8:12　天気予報
- 8:15　ひでたけのはみ出し見聞録 → ハッピーリクエスト
- 8:20　そこが聞きたい!中探レポート → ひでたけのはみ出し見聞録
- 8:25　交通情報
- 8:29　エンディング（CM無しで、そのまま次の番組に接続。）

## エピソード
- 祝日の放送は特別編成となることが多く、かつては松浪健四郎やダニエル・カールがその度に番組ゲストとして登場していた[4]
- かつて夕刊フジとのタイアップで、番組内で首都高速道路の料金値上げ大反対キャンペーンを行ったことがあり、首都高速道路を走り続けた方が速いのか一度首都高速道路を下りて一般道を走り再び首都高速道路に乗った方が速いのかフジテレビのスーパータイムの上田昭夫キャスターと安藤優子キャスターが実際に首都高速道路と一般道を別ルートで走って検証した[5]
- 1994年8月の高嶋の夏休み時の代打として、まだ当時は本業の演出家をメインとしていたテリー伊藤が担当していた。テリーはまだメディアの出演側としてはそれほど多くなかったが、この翌年の1995年4月スタートの「天才テリーの芸能ダマスカス」より多く出演するようになった[6]。
- スポットニュースを担当するニュースデスク担当のアナウンサーは1997年9月までは制作部アナウンサーが担当していたが、同年10月の番組リニューアル以降は報道部記者が担当するようになり、その形態は現在放送中の「あさラジ!」まで続いている[要出典]。
- ニュースが始まる前のジングルはどの番組においても局内統一のBGMが流れるようになっているが、当番組では2000年頃まで番組独自のニュースジングルBGMを使用していた。